# Acupalpus partiarius
Acupalpus partiarius är en skalbaggsart som beskrevs av Thomas Say 1823. Acupalpus partiarius ingår i släktet Acupalpus och familjen jordlöpare. Inga underarter finns listade i Catalogue of Life.